# 조재구
조재구(趙在九, 1962년 4월 8일~)은 대한민국의 정치인이다. 제25·26대 대구 남구청장이다. 2018년 선거에서 당선되었으며, 2022년 재선되었다.

## 학력
- 성산초등학교 졸업
- 성산중학교 졸업
- 대구중앙상업고등학교 졸업
- 영남대학교 경영학 학사
- 영남대학교 대학원 경영학 석사

## 경력
- 2005: 국제라이온스협회 356-A지구 지역 부총재
- 2006.07~2010.06: 제5대 대구광역시 남구의회 의원(초선, 라 선거구)
  - 제5대 대구광역시 남구의회 도시복지위원회 위원장
- 한나라당 제17대 대통령선거 후보 경선 박근혜 후보 보좌역
- 2010: 미군부대 이전대책위원장
- 2010.07~2014.06: 제6대 대구광역시 남구의회 의원(재선, 라 선거구)
  - 2012.07~2014.06: 제6대 대구광역시 남구의회 후반기 의장
- 2012: 대구광역시 구군의회 의장협의회 회장
- 2012: 전국균형발전 지방의회협의회 회장
- 2014.07~2018.03: 제7대 대구광역시의회 의원(초선, 남구 제2선거구)
  - 2014.07~2016.06: 제7대 대구광역시의회 전반기 건설교통위원회 위원장
- 2016: 대구광역시의회 국제공항 통합이전추진위원장
- 2018.07~: 제25·26대 민선 7·8기 대구광역시 남구청장(초선)
- 2022.08~2024.11: 대구광역시 구청장군수협의회 회장
- 2022.09~: 대한민국시장·군수·구청장협의회 대표회장
- 2023.07~: 대통령 직속 지방시대위원회 당연직위원

## 전과
- 정치자금법위반: 벌금 1,000,000원 - 2016년 12월 15일 선고[1]

## 역대 선거 결과
|  | 39.65% |

|  | 41.92% |

|  | 82.72% |

|  | 45.40% |

|  | 81.56% |